# Regionalny Zespół „Puszcza Biała”
Regionalny Zespół „Puszcza Biała” – grupa śpiewaczo-taneczna działająca od 1979, powstała przy Spółdzielni CPLiA „Twórczość Kurpiowska” w Pułtusku, prezentująca folklor Kurpi Białych; laureat Nagrody im. Oskara Kolberga w 1996.

## Historia
Zespół powstał w 1979 przy Spółdzielni CPLiA „Twórczość Kurpiowska” w Pułtusku. Inicjatorami powstania grupy byli prezes spółdzielni Mieczysław Walaśkiewicz oraz Bonifacy Kozłowski. Do zespołu należały pracownice, pracownicy, członkinie i członkowie spółdzielni oraz inne niezrzeszone w spółdzielni osoby. Zespół od początku miał charakter międzypokoleniowy, występowały w nim całe rodziny. Przy zespole od 1982 (z siedzibą w Pniewie) działał dziecięcy zespół „Dzieci Puszczy Białej” oraz czteroosobowa kapela.
Po likwidacji spółdzielni grupą opiekował się Wojewódzki Ośrodek Kultury w Ostrołęce. Zespół funkcjonował z siedzibą w Dąbrowie. Potem opiekę nad zespołem sprawowało Starostwo Powiatowe w Pułtusku i Urząd Gminy w Zatorach. 
Repertuar zespołu obejmuje pieśni, tańce i sceny obrzędowe Kurpi Białych. Opracowano widowiska: „Zaloty dąbrowskie” i „Wesele kurpiowskie”. Stopniowo zespół rozszerzał program o folklor Kurpi Zielonych, pieśni z Mazowsza północno-wschodniego oraz tańce narodowe. Członkowie i członkinie zespołu występują w autentycznych strojach z Kurpi Białych. 
Zespół brał udział w wielu przeglądach, konkursach i festiwalach folklorystycznych. W latach 1981–1985 uczestniczył w Ogólnopolskich Przeglądach Folklorystycznych Zespołów Cepeliowskich w Krakowie, gdzie zajął II i III miejsce. W 1985 uczestniczył w światowym festiwalu folklorystycznym we Francji. Występował za granicą (ZSRR, Estonia, Litwa, Ukraina, Bułgaria, Węgry), na ogólnopolskich festiwalach w Rzeszowie i Kazimierzu Dolnym oraz w regionie (Pułtusk, Ostrołęka), w Warszawie i innych miejscach w Polsce. W 1999 zaprezentował się na Weselu Kurpiowskim w Kadzidle wraz z Regionalnym Zespołem Pieśni i Tańca „Kurpianka” z Kadzidła.
Zespół otrzymał Odznakę „Za zasługi dla województwa ostrołęckiego” oraz Dyplom Honorowy Ministra Kultury i Sztuki. W 1996 uhonorowano go Nagrodą Kolberga.
Zespół często występował dla Polskiego Radia i Telewizji Polskiej, m.in. w filmie z cyklu „Tańce polskie śladami Oskara Kolberga” prezentującym zwyczaje Kurpiów Białych.